# Kearny
Kearny je priimek več znanih oseb:
- Philip Kearny (1814—1862), ameriški general v državljanski vojni
- Stephen Watts Kearny (1794—1848), ameriški general v mehiški vojni